# Samuel Samuelsson Rhen
Samuel Samuelsson Rhen, född omkring 1644 i Piteå, död 1690 i Jukkasjärvi församling, var en svensk präst.

## Biografi
Samuel Samuelsson Rhen föddes i Piteå omkring 1644. Han var son till kyrkoherden Samuel Edvardi Rhen i Råneå, modern hette Catharina Mårtensdotter Ruuth. Han inskrevs som student vid universitetet i Uppsala 1663 och prästvigdes 1668. Den 18 mars 1673 blev han utnämnd till gruvkapellan vid Silververket i Kedkevare i Lule lappmark, därefter 1674 komminister i Luleå. Han utnämndes till kyrkoherde i Jukkasjärvi 1687 och tjänstgjorde där fram till sin död 1690.

## Familj
Samuel Samuelsson Rhen var gift med Apollonia Gestrinia, en dotter till kyrkoherde Erik Petri Hedsander i Hammerdal och hans hustru Apollonia Pedersdotter Svinfoot som troligen var en syster till kyrkoherden Erik Svinfoot i Tibble i Uppland. Paret hade två söner: Samuel Samuelsson Rhen (junior), född omkring 1674, sedermera komminister i Piteå och död våren 1712, och Johan Samuelsson Rhen som blev länsman i Piteå.